# Krigsskib
Et krigsskib (orlogsskib, orlogsfartøj) er et skib specielt bygget til kamp på havet.

## Klasseinddeling
Krigsskibe består i dag af flere klasser opdelt efter funktion:

### Kampenheder
- Hangarskibe
- Krydsere
- Destroyere (jagere)
- Fregatter
- Korvetter
- Torpedobåde
- Patruljebåde
- Ubåde

### Mineskibe
- Minelæggere
- Minerydningsfartøjer
- Minestrygere

### Støttefartøjer
- Depotskibe
- Forsyningsskibe
- Landgangsfartøjer
- Tankskibe

## Historiske skibstyper

### Kampenheder
- Galejer
- Kanonbåd
- Kanonchalup
- Kanonjolle
- Kanonskonnert
- Linjeskibe
- Slagskibe

### Vikingeskibe
- Drageskib (op til 60 m)
- Knarr (? m)
- Skarfi (omkring 20 m)
- Skeith eller Skaid (fra 30 til 60 m)
- Skude (vikingeskib)
- Snekke (skib) (omkring 30 m)